# Dale Station
 Ikke at forveksle med Dal Station.
Dale Station (Dale stasjon) er en jernbanestation på Bergensbanen, der ligger ved byområdet Dale i Vaksdal kommune i Norge. Stationen består af nogle få spor, to perroner og en stationsbygning i gulmalet træ. Desuden er der forskellige andre bygninger, ligeledes opført i gulmalet træ.
Stationen åbnede som holdeplads på Vossebanen, der nu udgør en del af Bergensbanen, 11. juli 1883. Den blev opgraderet til "station" 1. april 1888. Den blev fjernstyret fra 19. juni 1980 og gjort ubemandet 11. august 1997.
Den første stationsbygning blev opført i 1883 efter tegninger af Balthazar Lange. Den var af typen "fjerde klasse", der også blev opført på flere andre stationer på Vossebanen. Stationen lå lige ved Dale Fabrikkers direktørbolig, og der blev anlagt et 400 m langt sidespor fra stationen til den ældste del af fabrikkerne. I 1908 blev stationsbygningerne flyttet på i forbindelse med indlemmelsen af Vossebanen i Bergensbanen året efter. Dales stationsbygning blev flyttet til Reimegrend Station, der åbnede i 1908. Til gengæld overtog Dale stationsbygningen fra Voss Station, hvor den var blevet erstattet af en ny. 